# Denis Pederson
Denis Pederson (* 10. September 1975 in Prince Albert, Saskatchewan) ist ein ehemaliger kanadischer Eishockeyspieler, der zuletzt für die Eisbären Berlin in der Deutschen Eishockey Liga spielte. Die von ihm getragene Rückennummer 20 wird bei den Eisbären nicht mehr vergeben.

## Karriere
Pederson begann seine Karriere 1991 in der kanadischen Juniorenliga Western Hockey League bei den Prince Albert Raiders, wo er sich schon bald einen Namen als angriffsstarker Stürmer machte. In seiner dritten Saison bei den Raiders gehörte der Rechtsschütze bereits zu den punktbesten Stürmern im Team und erzielte in 71 Partien 98 Scorerpunkte. Folgerichtig wurden einige NHL-Scouts auf Pederson aufmerksam, der schließlich während des NHL Entry Draft 1993 von den New Jersey Devils in der ersten Runde an insgesamt 13. Position ausgewählt wurde.

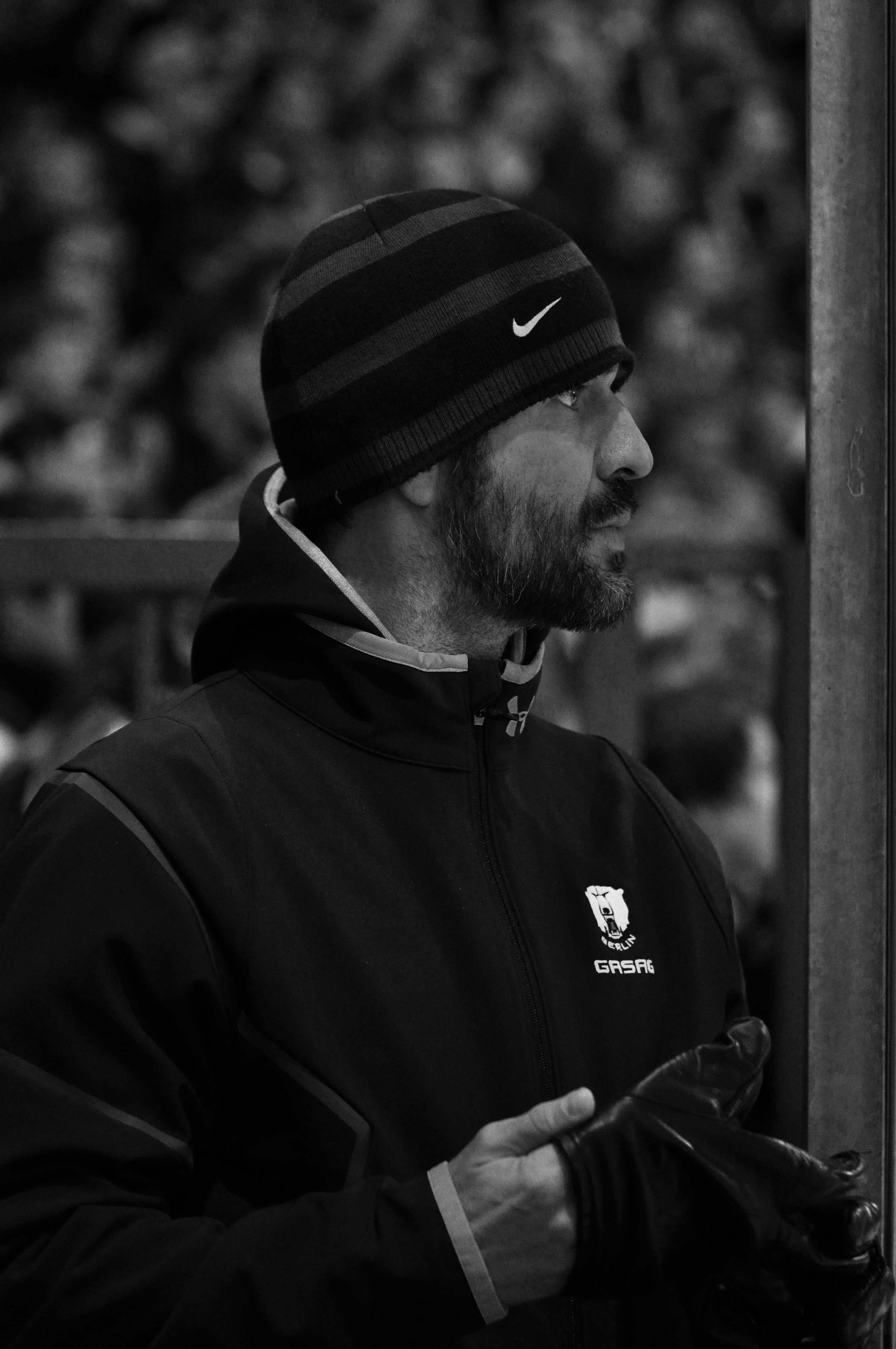
Pederson im Jahr 2012

Im Sommer 1994 wechselte Denis Pederson dann in die NHL zu den New Jersey Devils, die ihn jedoch überwiegend bei ihrem Farmteam, den Albany River Rats, einsetzten. Im Jahr 1995 stand der Angreifer schließlich erstmals im Kader der Devils und absolvierte zehn Spiele, in denen er vier Punkte erzielte. Es gelang Pederson jedoch nicht, als Torjäger zu überzeugen und so musste er sich immer mehr in Richtung Defensive orientieren. Die Devils tauschten den Kanadier in seiner vierten NHL-Spielzeit zu den Vancouver Canucks, die ihn schon bald zu den Phoenix Coyotes weitergaben. Schließlich spielte Pederson bei den Nashville Predators. Insgesamt kam er in acht NHL-Spielzeiten auf 435 Einsätze.
Im Sommer 2003 wechselte der Angreifer zu den Eisbären Berlin in die Deutsche Eishockey Liga. In den Jahren 2005, 2006, 2008 und 2009 konnte Pederson mit den Eisbären die deutsche Meisterschaft gewinnen. Für die Saison 2006/07 bekam er erneut einen Vertrag bei den Berlinern, bat aber im Sommer 2006 um Auflösung dessen, um sein Glück noch einmal in der NHL zu versuchen. In der Folgezeit stand der Kanadier in Verhandlungen mit mehreren Klubs der NHL, unter anderem den Columbus Blue Jackets.
Pederson erhielt schließlich einen Zwei-Wege-Vertrag bei den St. Louis Blues, wurde gegen Ende des Trainingscamps jedoch in deren Farmteam Peoria Rivermen geschickt. Dort erklärte er bereits nach einem Spiel seinen Rücktritt und kehrte zu den Eisbären zurück. In der Saison 2007/08 konnte er erstmals mit den Eisbären Berlin das Double in die Hauptstadt holen. Neben der Deutschen Meisterschaft wurde auch der Deutsche Eishockey Pokal gewonnen.
Nach der Saison 2009/10 erklärte Pederson seine aktive Eishockeykarriere beenden und nach Kanada zurückkehren zu wollen. Er sollte den Eisbären Berlin als Botschafter erhalten bleiben, um vermehrt kanadische Spieler in die deutsche Hauptstadt zu locken, um deren internationalen Bekanntheitsgrad zu steigern. Noch vor der Saison erklärte er jedoch, seine Karriere bei den Eisbären fortsetzen zu wollen. Pederson wusste erneut zu überzeugen, auch wenn er die starken Werte der Vorjahre nicht ganz erreichen konnte. Gegen Ende der Hauptrunde zog sich der Center des ersten Angriffsblock der Eisbären im Februar 2011 eine schwere Knieverletzung zu, die seine Saison vorzeitig beendete.

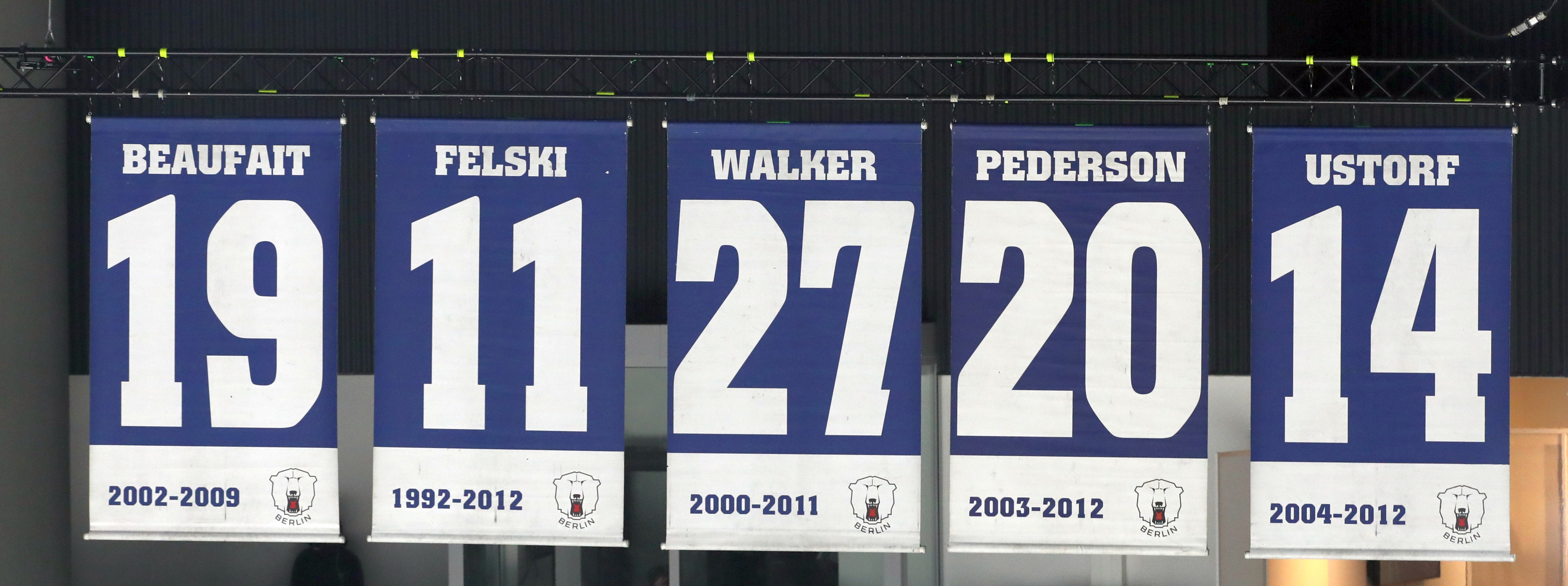
Pedersons Trikot unter dem Hallendach der Berliner Mercedes-Benz Arena

Am 27. Dezember 2015 wurde Pedersons Rückennummer 20 in einer Zeremonie unter das Dach der Spielstätte der Eisbären gezogen. Seine Nummer wird seitdem nicht mehr vergeben.

## Erfolge und Auszeichnungen
- 1994 WHL East Second All-Star Team
- 1995 Goldmedaille bei der Junioren-Weltmeisterschaft
- 1995 Calder-Cup-Gewinn mit den Albany River Rats
- 2005 Deutscher Meister mit den Eisbären Berlin
- 2006 Teilnahme am DEL All-Star Game
- 2006 Deutscher Meister mit den Eisbären Berlin
- 2006 Mitglied des DEL All-Star-Teams
- 2007 Teilnahme am DEL All-Star Game
- 2007 Mitglied des DEL All-Star-Teams
- 2008 Deutscher Meister mit den Eisbären Berlin
- 2009 Teilnahme am DEL All-Star Game
- 2009 Deutscher Meister mit den Eisbären Berlin
- 2011 Deutscher Meister mit den Eisbären Berlin
- 2012 Deutscher Meister mit den Eisbären Berlin

## Karrierestatistik

### International
Vertrat Kanada bei:
- Junioren-Weltmeisterschaft 1995

(Legende zur Spielerstatistik: Sp oder GP = absolvierte Spiele; T oder G = erzielte Tore; V oder A = erzielte Assists; Pkt oder Pts = erzielte Scorerpunkte; SM oder PIM = erhaltene Strafminuten; +/− = Plus/Minus-Bilanz; PP = erzielte Überzahltore; SH = erzielte Unterzahltore; GW = erzielte Siegtore; 1 Play-downs/Relegation; Kursiv: Statistik nicht vollständig)